# Vicente Valero
Vicente Valero (Ibiza, 1963) es un escritor, profesor y traductor español residente en la isla de Ibiza. Ha escrito obras narrativas, poéticas y ensayísticas. En 2007 ganó el Premio Loewe de poesía con su libro Días del bosque.

## Poesía
En 1986 publicó su primer libro poético, Jardín de la noche (Ediciones del Serbal), al que siguieron Herencia y fábula (Rialp, 1989), Teoría solar (Visor, 1992), Vigilia en Cabo Sur (Tusquets, 1999), Libro de los trazados (Tusquets, 2005), Días del bosque (Visor, 2008) y Canción del distraído (Vaso Roto, 2015).
Sus libros Teoría solar y Días del bosque ganaron respectivamente el Premio Loewe a la Joven Creación en 1992 y el Premio Internacional Fundación Loewe en 2008.
Según Ángel L. Prieto de Paula, la obra poética de Valero se caracteriza por su tono meditativo y la recurrencia de tres temas: sujeto, naturaleza y arte. Prieto de Paula también señala que, según el propio autor, su propósito poético es la "apertura a lo esencial verdadero, revelación del espacio creado en el poema, lenguaje que muestra al tiempo que se muestra".

## Ensayo
Su primer ensayo es Experiencia y pobreza, Walter Benjamin en Ibiza, 1932-1933 (Península, 2001) (reeditado en 2017), donde aborda la relación del pensador con la isla de Ibiza. El tema de Ibiza vuelve a centrar su siguiente trabajo ensayístico, Viajeros contemporáneos: Ibiza, siglo XX (Pre-textos, 2004), libro en el que aborda la relación de diferentes creadores y filósofos con la isla pitiusa: Santiago Rusiñol, Vicente Blasco Ibáñez, Walter Benjamin, Raoul Haussmann, Pierre Drieu La Rochelle, Giséle Freund, Albert Camus, Jacques Prévert, Rafael Alberti, María Teresa León, Tristan Tzara, Wols, Josep Lluis Sert, Ignacio Aldecoa, Harry Mulish, Hugo Claus, Coes Nooteboom, Norman Lewis, Emil M. Cioran y Janet Frame, entre otros.
A la figura de Walter Benjamin regresa en 2008, cuando se encargó de la edición de la correspondencia del filósofo durante su estancia en Ibiza, periodo que ya había estudiado en su ensayo de 2001. Regresará a Benjamin una vez más: en Duelo de alfiles (Periférica, 2018) aborda con atención y detalle episodios concretos de la vida de varios personajes históricos: Nietzsche, Rilke, Kafka,  Benjamin y Brecht.
En 2021 publica Breviario provenzal, obra que destila fascinación por la luz y el misterio de esta región francesa.

## Narrativa
Su primera obras narrativa publicada fue Diario de un acercamiento (Pre-Textos, 2008), una obra de ficción que combina escritura ensayística con la crónica de viajes y la memorística de tintes autobiográficos.
En sentido estricto, su primera novela fue Los extraños (Periférica, 2014). Posteriormente publicó El arte de la fuga (Periférica, 2015), libro con tres partes bien diferenciadas centradas en tres poetas: recrean ficcionalmente, tres episodios históricos protagonizados por San Juan de la Cruz, Hölderlin y Fernando Pessoa, respectivamente. A esa obra le siguen Las transiciones (Periférica, 2016) y Enfermos antiguos (Periférica, 2020), el regreso a Ibiza y la infancia en época tardofranquista.

## Traducción
Tradujo el libro poético El desert del autor ibicenco Antoni Marí, que se publicó en edición bilingüe con el título de El desierto (1998).

## Publicaciones

### Obra poética
- Canción del distraído (Vaso Roto, 2015)
- Días del bosque (Visor, 2008); Premio Internacional de Poesía Fundación Loewe
- Libro de los trazados (Tusquets, 2005)
- Vigilia en Cabo Sur (Tusquets, 1999)
- Teoría solar (Visor, 1992); Premio Loewe a la Creación Joven
- Herencia y fábula (Ediciones Rialp, 1989)
- Jardín de la noche (Ediciones del Serbal, 1986)

### Narrativa
- Enfermos antiguos (Periférica, 2020)
- Las transiciones (Periférica, 2016)
- El arte de la fuga (Periférica, 2015)
- Los extraños (Periférica, 2014)
- Diario de un acercamiento (Pre-Textos, 2008)

### Ensayo
- Breviario provenzal (Periférica, 2021)
- Duelo de alfiles (Periférica, 2018)
- Viajeros contemporáneos: Ibiza, siglo XX (Pre-textos, 2004)
- Experiencia y pobreza, Walter Benjamin en Ibiza, 1932-1933 (Península, 2001) (reed. Periférica, 2017)

### Ediciones
- Walter Benjamin: Cartas de la época de Ibiza (ed. e intr., Vicente Valero; trad. Germán Cano y Manuel Arranz) (Pre-textos, 2008)